# リチャード・バトラー (第2代グレンゴール伯爵)

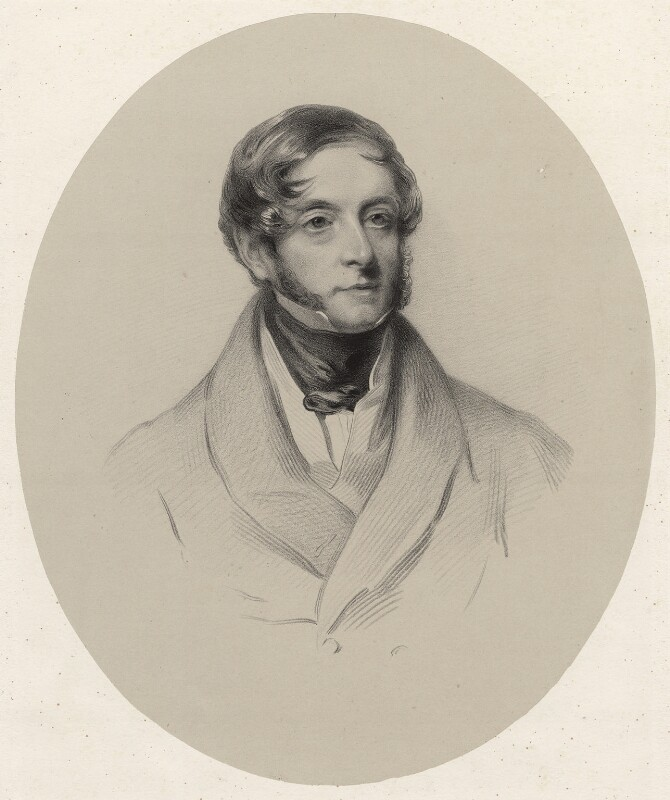
リチャード・ジェームズ・レーンによる肖像画、1854年。

第2代グレンゴール伯爵リチャード・バトラー（英語: Richard Butler, 2nd Earl of Glengall、1794年5月17日 – 1858年6月22日）は、イギリスの政治家、アイルランド貴族。1816年から1819年までケア子爵の儀礼称号を使用した。1818年から1819年まで庶民院議員を、1829年から1858年までアイルランド貴族代表議員を務めた。債務が重なった状況のなか、裕福な相続人と結婚したが、状況改善の兆しが見えた時点で大規模な建設計画をはじめ、さらにジャガイモ飢饉に見舞われたため1849年に破産に追い込まれ、以降1858年に死去するまで破産状態のままだった。

## 生涯
初代グレンゴール伯爵リチャード・バトラーと妻エミリー（Emily、旧姓ジェフリーズ（Jeffereyes）、1767年ごろ – 1836年5月2日、ジェームズ・セント・ジョン・ジェフリーズとアラベラ・ジェフリーズの娘）の息子として、1794年5月17日にコークで生まれた。1805年よりウィンズバラでジョン・スミス（John Smith）の教育を受けた。
ケア子爵の父は1812年には将来ケア子爵を庶民院議員に就任させることを計画しており、1816年12月には母も首相の第2代リヴァプール伯爵ロバート・ジェンキンソンへのロビー活動を行い、準備を進めていた。そして、1818年イギリス総選挙で出馬したケア子爵はカトリック解放に賛成したことでローマ・カトリック教会のサーレス司教の支持を受け、現職議員のモンタギュー・ジェームズ・マシュー閣下とフランシス・アルドバラ・プリティー閣下は手を組んだにもかかわらずケア子爵を落選させることに失敗した。結果的にはケア子爵が5,331票でトップ当選した。しかし、議会の開会から2週間後の1819年1月30日に父が死去すると、グレンゴール伯爵位を継承した。これにより庶民院の議席を失った。
1829年にアイルランド貴族代表議員に選出され、1858年に死去するまで務めた。貴族院で保守党に所属し、第1回選挙法改正では1831年10月の第2次法案に反対票を投じた。
1858年6月22日にワイト島のカウズで急死した。息子がおらず、グレンゴール伯爵位は廃絶した。従属爵位のケア男爵位もおそらく廃絶したとされる。

## 家族と私生活
1834年2月20日、マーガレット・ロレッタ・メリッシュ（Margaret Lauretta Mellish、1864年4月2日没、ウィリアム・メリッシュの娘）と結婚、1男2女をもうけた。
- マーガレット（1834年11月27日 – 1915年2月21日） - 1858年8月2日、リチャード・チャータリス閣下（英語版）と結婚、子供あり[8][9]
- マティルダ（Matilda、1836年10月20日 – 1861年3月15日[8]）
- 男子（1839年4月5日） - 死産[7]

マーガレット・ロレッタは結婚にあたり持参金10万ポンドを与えられており、多額の債務を背負っていたグレンゴール伯爵にとって大きな助けになるはずだった。マーガレット・ロレッタの財産管理人は財産をグレンゴール伯爵家領の債務返済に充てる予定だったが、グレンゴール伯爵は妻が父の遺産相続人になることを知ると、1839年より領地で大規模な建設計画をはじめ、ケア城の再建やケアの町の大半を建て直しようとした。さらに、メリッシュの遺産継承をめぐりマーガレット・ロレッタと姉エリザベスの間で裁判になり、領地のほうでもジャガイモ飢饉が襲い掛かった。これにより、グレンゴール伯爵の債務は1848年には25万から30万ポンドに膨れ上がり、伯爵は1849年に破産を宣告され、1858年に死去したときも破産状態が解除されていなかった。グレンゴール伯爵の領地は抵当地裁判所経由で1853年に売却された後、債務の状況が明確になったことで財産管理人が20万ポンドを費やして大半を買い戻し、1876年には第2代グレンゴール伯爵の娘マーガレットがケアの町の領地を買い戻した。